# Штулич, Мирко
Мирко Штулич (серб. Мирко Штулић; 5 февраля 1914, Горня-Плоча — 14 июля 1942, Оштра) — югославский полицейский и партизан, участник Народно-освободительной войны. Народный герой Югославии.

## Биография
Родился 5 февраля 1914 в селе Горня-Плоча близ Грачаца в бедной крестьянской семье. Окончив среднюю школу, из-за отсутствия средств на дальнейшее обучение вынужджен был отправиться самостоятельно на поиски работы. Перепробовал множество рабочих мест, в том числе и завод по производству кирпичей в Вуковаре. Незадолго до войны был принят в полицию.
Во время апрельской войны с Германией Штулич вступил в ополчение. После разгрома войск Югославии отказался от своей должности в полиции, не желая сотрудничать с усташами, и вернулся в родное село. Прибыв в свою область Лику, Мирко встретился с членами Союза коммунистов и вступил де-факто в Движение Сопротивления на территории страны.
В начале августа 1941 года в его селе была собрана Плочанская партизанская рота, командиром которой и стал Мирко Штулич. 5 августа 1941 во время первой стычки с усташами он успешно командовал ротой и зарекомендовал себя как лидер, повысив популярность среди бойцов. В дальнейших боях с усташами и итальянскими фашистами из Ловинца и на ж/д станции Радуч он всегда оказывался в первых рядах. Помимо основных боевых действий, он работал и агитатором, разъезжая по сёлам и пополняя ряды партизан новыми и новыми солдатами. Мирко считал итальянцев такими же оккупантами, как и немцев, и хорватов, что вызывало возмущения и гнев со стороны чётников и восхваление со стороны партизан и простых мирных жителей. Благодаря своему ораторскому умению и своим личным боевым качествам Мирко летом 1941 года был принят в Коммунистическую партию Югославии и возглавил Котарский комитет Компартии Хорватии в городе Госпич.
Осенью 1941 года был сформирован 1-й ликский партизанский отряд «Велебит», в котором Мирко возглавил 1-ю роту 1-го батальона. Совместно с партизанами он оборонял Горну-Плочу от итальянцев в начале января 1942 года и в конце марта 1942 года даже уничтожил один из крупных отрядов итальянской армии, который пытался прорваться к Удбине (50 убитых и более 10 раненых). В апреле 1942 года Мирко с ротой занял село Враник, в котором размещалась усташская администрация одного из районов. В нападении на штаб хорватских фашистов в Подлапаче участвовали 4 батальона, а Штулич командовал ротой. Штурм оказался успешным, и Мирко принёс благодаря своему опыту успех партизанам.
Временно отважный партизан командовал 1-м батальоном 1-го ликского партизанского отряда. Около Госпича 14 июля 1942 его отряд напал на село Оштра. Мирко повёл всего одну роту, ожидая не встретить сильного сопротивления, однако ночью туда прибыло подкрепление в составе 200 усташей. Штулич и семь его товарищей погибли в бою, будучи расстрелянными в упор из пулемёта.

## Память
- Бойцы 1-го батальона 1-го ликского партизанского отряда присвоили своему батальону имя Мирко Штулича. Батальон позднее вошёл в состав 3-й ликской ударной бригады.
- 27 ноября 1953 Мирко Штулич по личному указу Иосипа Броза Тито был посмертно награждён званием Народного героя Югославии.